# Vella lucentina
Vella lucentina är en korsblommig växtart som beskrevs av Manuel Benito Crespo. Vella lucentina ingår i släktet Vella och familjen korsblommiga växter. Inga underarter finns listade i Catalogue of Life.